# Czesław Bieżanko
Czesław Marian Bieżanko (ur. 22 września 1895 w Kielcach, zm. 1986 w Pelotas) – polski entomolog, nauczyciel, wykładowca akademicki, specjalista w dziedzinie południowoamerykańskich motyli.

## Życiorys
Był synem Romana Eugeniusza Bieżanko (1848–1917) i Zofii Marii z Borzęckich. Jego ojciec uczestniczył w walkach powstańczych 1863, był ranny w bitwie pod Małogoszczem.
W latach 1915–20 kształcił się na Uniwersytecie Warszawskim i Uniwersytecie Jagiellońskim w Krakowie, a w latach 1920–23 na Uniwersytecie Poznańskim. Uczył chemii w I Gimnazjum Męskim Magistratu m. st. Warszawy.
W 1930 przeniósł się do Brazylii. W 1933 został docentem na Uniwersytecie Parańskim w Kurytybie, a w 1936 profesorem Wyższej Szkoły Rolniczej w Pelotas. Od 1946 był profesorem chemii i fizyki Wyższej Szkoły Agronomicznej w Pelotas. Ustanowił główną klasyfikację motyli. Dwie rodziny motyli i jedenaście gatunków zostało nazwanych jego imieniem. Jest autorem opracowań naukowych z zakresu entomologii.
Członek Honorowy Polskiego Związku Entomologów (PZE), Członek Południowo-Brazylijskiej Akademii Nauk, Nowojorskiej Akademii Nauk.
W 1963 został udekorowany przez brazylijski rząd Orderem Krzyża Południa za zainicjowanie i wprowadzenie upraw soi w stanie Rio Grande do Sul.
Doctor Honoris Causa Uniwersytetów w Montevideo i Pelotas. W 1974 został uhonorowany tytułem Doktora Honoris Causa Akademii Rolniczej w Lublinie.

## Ordery i odznaczenia
- Krzyż Oficerski Orderu Odrodzenia Polski (1966)[3]
- Order Krzyża Południa (1963)[5]